# Talentisme

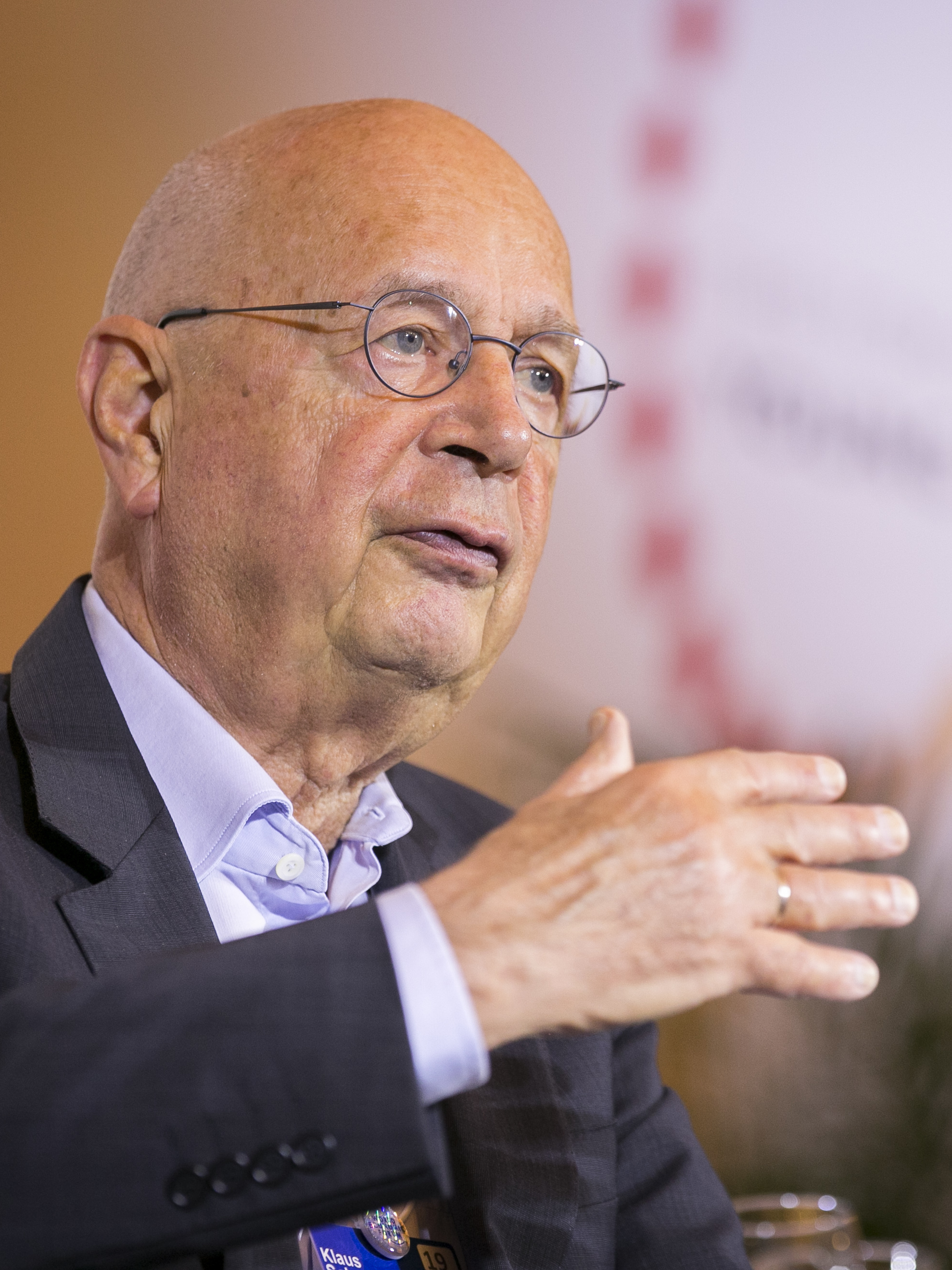
Klaus Schwab in 2019

Met talentisme wordt een economisch systeem bedoeld waarin veel waarde wordt gehecht aan talent en innovatie als drijvende kracht achter zakelijk succes. De term is door Klaus Schwab geïntroduceerd.
Talentisme draait om het investeren in de talenten van anderen om kapitaal te produceren. Menselijk kapitaal en innovatie zouden daarbinnen belangrijker zijn dan financieel kapitaal en goedkope productie.

## Oorsprong
Klaus Schwab besprak het nieuwe begrip talentisme bij de opening van het World Economic Forum in Davos in 2013.
“Kapitaal wordt verdrongen door creativiteit en het vermogen om te innoveren, en dus door menselijke talenten, als de belangrijkste productiefactoren. Net zoals kapitaal de handenarbeid heeft vervangen tijdens het industrialisatieproces, maakt kapitaal nu plaats voor menselijk talent. Talentisme is het nieuwe kapitalisme.”— Klaus Schwab
Volgens Schwab zouden we van een tijdperk van kapitalisme naar een tijdperk van talentisme gaan.

## Trivia
- In 1998 schreven drie adviseurs van McKinsey & Co., Ed Michaels, Helen Handfield-Jones en Beth Axelrod, een boek over dit onderwerp, The War For Talent, waarin ze stelden dat de strijd om talent tot ver in de 21ste eeuw hevig en kostbaar zou zijn.[6]